# Sharon Firisua
Sharon Firisua, née le 15 décembre 1993, est une athlète salomonaise.

## Biographie
En 2013, elle est nommée sportive de l'année des îles Salomon. Elle commence à s'entraîner sérieusement en 2010 et lors de ses deuxièmes Jeux du Pacifique en 2015, elle remporte deux médailles d'or sur 5 000 et 10 000 m et une autre au semi-marathon de Port Moresby, en Papouasie-Nouvelle-Guinée. Aux Jeux olympiques d'été de 2016, elle participe au 5000 m féminin,. Aux Jeux olympiques d'été de 2020, elle participe au marathon féminin.

## Palmarès
| Date | Compétition                    | Lieu         | Résultat | Épreuve              | Temps           |
| ---- | ------------------------------ | ------------ | -------- | -------------------- | --------------- |
| 2010 | Championnats d'Océanie juniors | Cairns       | 3e       | 1 500 mètres         | 5 min 15 s 71   |
| 2011 | Championnats d'Océanie         | Apia         | 3e       | 1 500 mètres         | 5 min 6 s 23    |
| 2013 | Championnats d'Océanie         | Papeete      | 1re      | 5 000 mètres         | 19 min 41 s 23  |
| 2013 | Championnats d'Océanie         | Papeete      | 2e       | 3 000 mètres steeple | 12 min 20 s 57  |
| 2014 | Championnats d'Océanie         | Avarua       | 1re      | 5 000 mètres         | 18 min 59 s 7   |
| 2014 | Championnats d'Océanie         | Avarua       | 1re      | 10 000 mètres        | 39 min 6 s 25   |
| 2015 | Championnats d'Océanie         | Cairns       | 1re      | 5 000 mètres         | 18 min 35 s 51  |
| 2015 | Championnats d'Océanie         | Cairns       | 3e       | 3 000 mètres steeple | 11 min 27 s 42  |
| 2015 | Jeux du Pacifique              | Port Moresby | 1re      | 5 000 mètres         | 18 min 20 s 9   |
| 2015 | Jeux du Pacifique              | Port Moresby | 1re      | 10 000 mètres        | 38 min 33 s 4   |
| 2015 | Jeux du Pacifique              | Port Moresby | 1re      | Semi-marathon        | 1 h 29 min 26 s |
| 2017 | Championnats d'Océanie         | Suva         | 1re      | 10 000 mètres        | 37 min 54 s 60  |
| 2017 | Championnats d'Océanie         | Suva         | 3e       | 5 000 mètres         | 18 min 8 s 5    |
| 2019 | Jeux du Pacifique              | Apia         | 1re      | 10 000 mètres        | 41 min 19 s 92  |
| 2019 | Jeux du Pacifique              | Apia         | 3e       | Semi-marathon        | 1 h 32 min 36 s |